# Thottea piperiformis
Thottea piperiformis är en piprankeväxtart som först beskrevs av William Griffiths, och fick sitt nu gällande namn av D.l. Mabberley. Thottea piperiformis ingår i släktet Thottea och familjen piprankeväxter. Inga underarter finns listade i Catalogue of Life.